# Blauflügelpitta

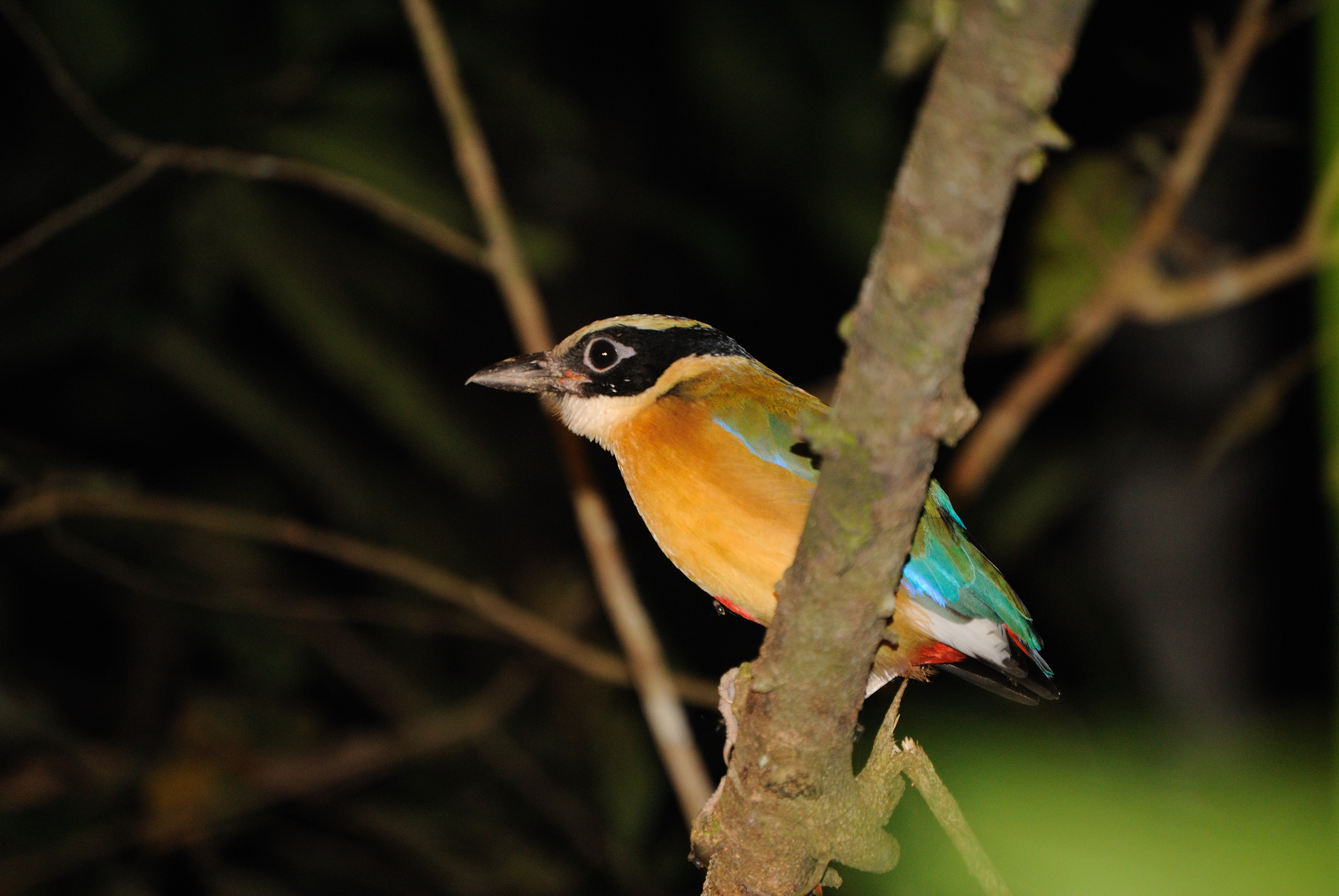
Blauflügelpitta auf Borneo

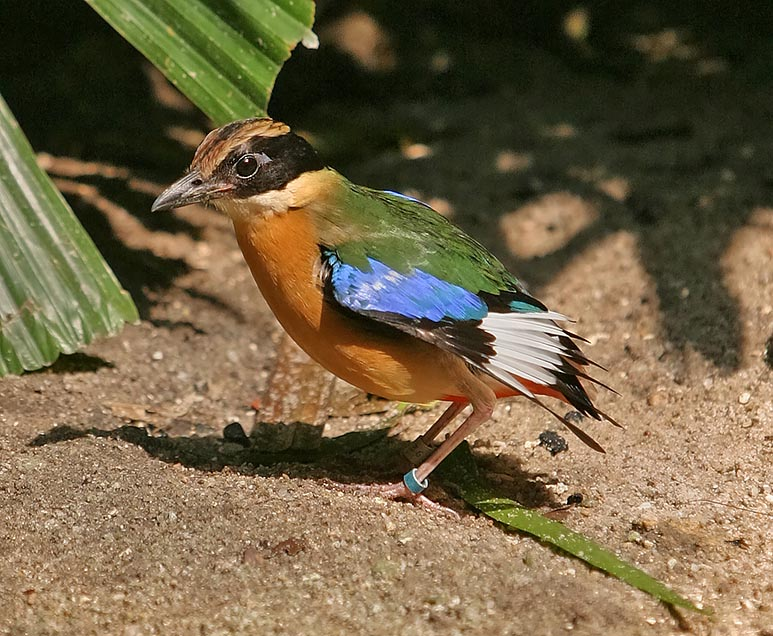
Blauflügelpitta

Die Blauflügelpitta, auch Kleine Blauflügelpitta (Pitta moluccensis) ist ein Sperlingsvogel aus der Gattung Pitta innerhalb der Familie der Pittas (Pittidae). Die Art kommt in Hinterindien, dem Südwesten Chinas, den Großen Sunda-Inseln und den Philippinen vor. Als Irrgäste finden sie sich auch immer wieder auf der Weihnachtsinsel sowie an der Westküste Australiens ein, wo aus der Familie der Pittas ansonsten nur die Regenbogenpitta vertreten ist. Es werden für diese Art keine Unterarten unterschieden. Sie ist nur im äußersten Süden der malaiischen Halbinsel ein Standvogel. Zu den Überwinterungsgebieten gehören Sumatra und Borneo. Auf letzterer Insel brütet die Blauflügelpitta auch.

## Merkmale
Blauflügelpittas erreichen eine Körperlänge von 18 Zentimeter bis 19,6 Zentimeter, davon entfallen 3,6 bis 4,1 Zentimeter auf das Schwanzgefieder. Der Schnabel misst vom Schädel aus gemessen zwischen 2,9 und 3 Zentimeter. Die Läufe haben eine Länge von 3,6 bis 4,1 Zentimeter. die mittlere Vorderzehe ist inklusive der Kralle 2,9 bis 3,3 Zentimeter lang. Das Gewicht beträgt zwischen 56 und 70 Gramm.
Bei den adulten Vögeln ist der Scheitel schwarz, oberhalb des Auges verläuft ein breiter, dunkel isabellfarbener bis hell rötlichbrauner Streifen, die einzelnen Federn dieses Streifens haben dabei hellere Spitzen. Die Zügel, die Gesichtsseiten und der Hinterhals sind schwarz. Die Schultern und der Rücken sind matt dunkelgrün, der Rumpf ist leuchtend blauviolett. Die Flügeldecken sind leuchtend blau, wobei einzelne Federn eine grüne Spitze haben. Die Hand- und die äußeren Armschwingen sind schwarz mit einem großen weißen Fleck in der Mitte. Der Schwanz ist schwarz mit einer blaugrünen Spitze. Das Kinn und die Kehle sind weiß. Der Hals, die Brust und die Flanken sind hell zimtbraun bis rötlich zimtbraun. Die Bauchmitte, der Bürzel und die Unterschwanzdecke sind leuchtend rot. Der Schwanz ist auf der Unterseite schwarz.
Die Weibchen sind den Männchen ähnlich gefärbt, ihre Färbung ist jedoch etwas matter.
Die Blauflügelpitta hat einen langen und spitzen schwarzen Schnabel. Ihre Augen sind groß mit rotbrauner bis dunkelbrauner Iris, die Füße dunkel rosa bis blass braun.

## Nahrung
Die Blauflügelpitta frisst überwiegend Wirbellose. Sie findet ihre Nahrung überwiegend auf dem Boden. Sie frisst auch Gehäuseschnecken.

## Lebensweise
Blauflügelpittas sind ruhige Bodenvögel, die aber auf Bäumen schlafen. Ihr kugelförmiges Nest, das aus Halmen, Moos, Laub und Pflanzenfasern besteht, bauen sie am Boden. Das Weibchen legt drei bis vier Eier, die Brutdauer beträgt etwa 14 Tage.

## Stellung innerhalb der Familie
Die Blauflügelpitta bildet gemeinsam mit der Mangrovepitta (Pitta megarhyncha) eine Superspezies. Die Große Blauflügelpitta, die auch Mangrovepitta genannt wird, kommt von Bangladesch bis nach Sumatra vor. Die Blauflügelpitta wurde lange Zeit als eine Unterart der Großen Blauflügelpitta eingeordnet. Sie unterscheidet sich jedoch im Körperbau, im Gefieder und Verhalten und besetzt außerdem eine andere ökologische Nische. Dort, wo sich die beiden Arten überlappen, wurden bislang keine natürlichen Hybriden zwischen den beiden Arten festgestellt.

## Haltung als Ziervogel
Blauflügelpitta gelten  als sehr anspruchsvolle Ziervögel, die nur von erfahrenen Haltern gepflegt werden sollten. Wegen ihres attraktiven Körpergefieders sieht man sie jedoch gelegentlich in großen Volieren in Zoos.

## Etymologie und Forschungsgeschichte
Philipp Ludwig Statius Müller beschrieb die Blauflügelpitta unter dem Namen Turdus Moluccensis bzw. Blutflügel, der von den moluccischen Inseln stammte.
Der Begriff »Pitta« bedeutet in Telugu »hübsche Verzierung«. Louis Pierre Vieillot (1748–1830) führte die neue Gattung für alle Vögel, die von Philippe Guéneau de Montbeillard (1720–1785) im Jahre 1775 als Les Brèves beschrieben wurden neu ein. Das Artepitheton »moluccensis« bezieht sich auf den Fundort dieser Art, die »Molukken«.